# Снегирев, Николай Викторович
Николай Викторович Сне́гирев (род. 4 января 1997, Москва) — российский пловец, мастер спорта России международного класса, член сборной команды России. Серебряный призёр чемпионата мира 2021 года и летней Универсиады 2019 года. Чемпион Европейских игр 2015 года. Специализируется на дистанции 200 метров вольным стилем.

## Биография
Николай родился 4 января 1997 года в Москве. Начал заниматься плаванием в 6 лет в «СШОР по ВВС Скифы» под руководством тренера Н. Ю. Корабельниковой.
В 2015 году на первых Европейских играх в Баку завоевал золотую медаль в составе сборной команды России в эстафете 4 по 200 метров вольным стилем. В том же году установил юношеский рекорд России на дистанции 400 метров вольным стилем в бассейне 25 м.
В 2019 году на летней Универсиаде в Неаполе под руководством своего второго тренера О. В. Макаровой выиграл серебряную медаль на дистанции 200 метров вольным стилем с результатом 1:46,97.
В 2020 году получил степень магистра в РГУФКСМиТ по направлению «физическая культура».
В 2021 году победил на чемпионате России (25 м) на дистанции 200 метров вольным стилем с результатом 1:43,49 и квалифицировался на чемпионат мира в Абу-Даби, где завоевал серебряную медаль в эстафете 4 по 200 метров вольным стилем в составе сборной команды России.
Также является многократным победителем и призёром чемпионатов и Кубков России по плаванию, международных соревнований «Кубок Владимира Сальникова».
В 2021 году получил звание «Мастер спорта России международного класса».
В 2022 году стал чемпионом России в эстафете 4 по 200 метров вольным стилем.